# Moldova a 2018. évi téli olimpiai játékokon
Moldova a dél-koreai Phjongcshangban megrendezett 2018. évi téli olimpiai játékok egyik részt vevő nemzete volt. Az országot az olimpián 2 sportágban 2 sportoló képviselte, akik érmet nem szereztek.

## Alpesisí
Férfi
| Versenyző        | Versenyszám | Idő     | Helyezés |
| ---------------- | ----------- | ------- | -------- |
| Christopher Hörl | Lesiklás    | 1:45,21 | 40.      |

| Versenyző        | Versenyszám | Lesiklás | Lesiklás | Műlesiklás | Műlesiklás | Összesítés | Összesítés |
| Versenyző        | Versenyszám | Idő      | Hely.    | Idő        | Hely.      | Idő        | Helyezés   |
| ---------------- | ----------- | -------- | -------- | ---------- | ---------- | ---------- | ---------- |
| Christopher Hörl | Összetett   | 1:22,25  | 41.      | nem indult | nem indult | kiesett    | kiesett    |

## Sífutás
Távolsági
Férfi
| Versenyző      | Versenyszám | Idő     | Helyezés |
| -------------- | ----------- | ------- | -------- |
| Nicolae Gaiduc | 15 km       | 43:43,3 | 102.     |